# Jim Beers
Jim Beers (Volendam, 15 mei 2000) is een Nederlands voetballer die als aanvaller voor VV IJsselmeervogels speelt.

## Carrière
Jim Beers speelde in de jeugd van FC Volendam, AFC Ajax en weer FC Volendam. Op 20 januari 2018 debuteerde hij voor Jong FC Volendam in de Derde divisie Zaterdag in de met 4-0 verloren uitwedstrijd tegen Jong FC Twente. Hij miste het seizoen 2018/19, op één wedstrijd na, en het eerste deel van het seizoen 2019/20 door een heupblessure. Sinds 2021 maakt hij deel uit van de selectie van het eerste elftal van FC Volendam. Hij debuteerde voor Volendam in de Eerste divisie op 12 maart 2021, in de met 1-5 gewonnen uitwedstrijd tegen FC Den Bosch. Hij kwam in de 79e minuut in het veld voor Alex Plat.
Op 11 mei 2022 tekende Beers een contract bij Quick Boys tot met 2023 en optie nog 1-jarige contract erbij. Beers veroverde aan het begin van het seizoen een basisplaats en had met twee doelpunten en twee assists een belangrijk aandeel in de goede competitiestart van de Katwijkers. Hij kreeg echter vanaf november last van een rugblessure en belandde op een zijspoor. De optie in zijn contract werd aan het einde van het seizoen niet gelicht en hij moest vertrekken. Hij ging vervolgens in zijn geboortedorp voetballen bij de zaterdagtak van RKAV Volendam. Beers wist in de 27 competitiewedstrijden die hij speelde dat seizoen 27 doelpunten te maken. In de laatste wedstrijd van het seizoen, tegen VV Hoogeveen, was Beers één keer trefzeker in de 1-3 uitoverwinning. Dankzij dit resultaat kroonde RKAV Volendam zich tot kampioen van de Derde divisie en dwong het promotie af naar de Tweede divise, het hoogste amateurniveau van Nederland. De topscorerstitel leverde het Beers niet op, doordat Mark van der Weijden (Sparta Nijkerk) 31 keer het net wist te vinden.
Met ingang van het seizoen 2024/25 maakte Beers de overstap naar VV IJsselmeervogels, een transfer die reeds in februari 2024 was beklonken. In zijn eerste seizoen won Beers met IJsselmeervogels de Derde Divisie A en werd hij clubtopscorer.

### Statistieken

#### Beloften
| Seizoen                    | Club             | Land            | Competitie             | Competitie | Competitie | Totaal | Totaal |
| Seizoen                    | Club             | Land            | Competitie             | Wed.       | Dlp.       | Wed.   | Dlp.   |
| -------------------------- | ---------------- | --------------- | ---------------------- | ---------- | ---------- | ------ | ------ |
| 2017/18                    | Jong FC Volendam | Nederland       | Derde divisie Zaterdag | 2          | 0          | 2      | 0      |
| 2018/19                    | Jong FC Volendam | Nederland       | Derde divisie Zondag   | 1          | 0          | 1      | 0      |
| 2019/20                    | Jong FC Volendam | Nederland       | Tweede divisie         | 9          | 1          | 9      | 1      |
| 2020/21                    | Jong FC Volendam | Nederland       | Tweede divisie         | 5          | 2          | 5      | 2      |
| 2021/22                    | Jong FC Volendam | Nederland       | Tweede divisie         | 26         | 6          | 26     | 6      |
| Totaal beloften            | Totaal beloften  | Totaal beloften | Totaal beloften        | 43         | 9          | 43     | 9      |
| Bijgewerkt op 16 juni 2021 |                  |                 |                        |            |            |        |        |

#### Senioren
| Seizoen                   | Club            | Land            | Competitie      | Competitie | Competitie | Beker | Beker | Totaal | Totaal |
| Seizoen                   | Club            | Land            | Competitie      | Wed.       | Dlp.       | Wed.  | Dlp.  | Wed.   | Dlp.   |
| ------------------------- | --------------- | --------------- | --------------- | ---------- | ---------- | ----- | ----- | ------ | ------ |
| 2020/21                   | FC Volendam     | Nederland       | Eerste divisie  | 5          | 1          | 0     | 0     | 5      | 1      |
| 2021/22                   | FC Volendam     | Nederland       | Eerste divisie  | 1          | 1          | 0     | 0     | 1      | 1      |
| 2022/23                   | Quick Boys      | Nederland       | Tweede Divisie  | 12         | 2          | 1     | 0     | 13     | 2      |
| 2023/24                   | RKAV Volendam   | Nederland       | Derde divisie A | 27         | 27         | 2     | 1     | 29     | 28     |
| Totaal senioren           | Totaal senioren | Totaal senioren | Totaal senioren | 45         | 31         | 4     | 1     | 49     | 32     |
| Carrièretotaal            | Carrièretotaal  | Carrièretotaal  | Carrièretotaal  | 78         | 40         | 4     | 1     | 92     | 41     |
| Bijgewerkt op 5 juli 2024 |                 |                 |                 |            |            |       |       |        |        |